# CEIP La Farigola del Clot
El CEIP La Farigola del Clot és un edifici escolar del barri del Clot de Barcelona, inclòs a l'Inventari del Patrimoni Arquitectònic de Catalunya.

## Història i descripció
S'organitza al voltant d'un passatge cobert que recorre tota l'escola i uneix el carrer d'Hernán Cortés amb els patis de joc. És s'una morfologia senzilla i clara pròpia de l'arquitectura industrial anterior al modernisme, que cercava l'essència dels elements més arcaics.
La seva construcció volia crear un eix de vianants entre les dues grans vies de circulació que relacionen els edificis més representatius del barri, com el mercat i la Farinera.